# 수퍼비
수퍼비(SUPERBEE, 본명: 김훈기, 1994년 5월 2일 ~ )는 대한민국의 래퍼이다. 2016년, 《Show Me The Money 5》에 참가해 3위를 하였고, 2018년 《Show Me The Money 777》에 참가하였다. '최고의'라는 뜻에 Superb에서 친구들이 목소리에서 벌 소리가 난다고 해서 랩네임을 수퍼비로 지었다고 한다. 랩네임을 슈퍼비에서 수퍼비로 바꿨다. 2019년 1월 21일에 굿 라이프 크루의 해체가 발표됨에 따라서 자신의 레이블인 영앤리치 레코즈 (Yng & Rich Records)를 설립하였다.

## 학력
- 덕수중학교 (졸업)
- 주엽고등학교 (졸업)

## 방송
- Mnet 《Show Me The Money 4》 (2015) - 참가자
- Mnet 《Show Me The Money 5》 (2016) - 참가자 (3위)
- Mnet 《Show Me The Money 777》 (2018) - 참가자 (4위)
- MBN 《Signhere》 (2019) - 특별 심사위원
- Mnet 《Show Me The Money 9》 (2020) - 피처링 (고독하구만)
- Mnet 《고등래퍼 4》 (2021) - 피처링
- MBC 《생방송 행복드림 로또 6/45》 (2023) - 게스트 1055회

## 수상
- 2017년 제5회 대한민국 예술문화인대상 대중음악 힙합부문
- 2016년 제24회 대한민국 문화연예대상 힙합유망주상

## 디스코그래피
| 앨범                                | 종류 | 년도   | 아티스트                                 | 차트 기록 | 비고 |
| ----------------------------------- | ---- | ------ | ---------------------------------------- | --------- | ---- |
| 냉탕에 상어                         | 싱글 | 2015년 | 수퍼비                                   |           | -    |
| 앰뷸런스                            | 싱글 | 2015년 | 수퍼비                                   |           | -    |
| 좌!                                 | 싱글 | 2015년 | 수퍼비                                   |           | -    |
| 내 이름은 수퍼비                    | 싱글 | 2016년 | 수퍼비                                   |           | -    |
| The Life is 82 (0.5)                | EP   | 2016년 | 수퍼비                                   |           | -    |
| 닐리리 만보 (On My Way)             | 싱글 | 2016년 | 수퍼비                                   |           | -    |
| The Life is 82 : Mastertape         | 정규 | 2016년 | 수퍼비                                   |           | -    |
| Pattern                             | 싱글 | 2017년 | 수퍼비                                   |           | -    |
| Look At It                          | 싱글 | 2017년 | 수퍼비, 면도(myunDo)                     |           | -    |
| How to be A Happy Boy               | EP   | 2017년 | 수퍼비                                   |           | -    |
| 공중도덕 3                          | 싱글 | 2017년 | 수퍼비                                   |           | -    |
| Summer in 82                        | 싱글 | 2017년 | 수퍼비, 면도(myunDo)                     |           | -    |
| Rap Legend                          | 정규 | 2017년 | 수퍼비                                   |           | -    |
| Original Gimchi                     | 정규 | 2018년 | 수퍼비                                   |           | -    |
| 아우토반 (AUTOBAHN)                 | 싱글 | 2018년 | 수퍼비, 면도(myunDo), 스케리피(Scary'P)  |           | -    |
| 여자들은 강아지를 좋아해            | 싱글 | 2018년 | 수퍼비, twlv                             |           | -    |
| Life Is Premium                     | 싱글 | 2018년 | 수퍼비, 면도(myunDo)                     |           | -    |
| 벼락부자애들                        | EP   | 2018년 | 수퍼비, twlv                             |           | -    |
| 벼락부자애들 II                     | EP   | 2018년 | 수퍼비, twlv                             |           | -    |
| Maserati & Porsche                  | 싱글 | 2018년 | 수퍼비, 창모                             |           | -    |
| Heu ! (Full Ver.)                   | 싱글 | 2019년 | 수퍼비                                   |           | -    |
| Catch Me If You Can                 | EP   | 2019년 | 수퍼비, UNEDUCATED KID                   |           | -    |
| 영앤리치 X FLEXZONE                 | 싱글 | 2019년 | 수퍼비, UNEDUCATED KID, twlv             |           | -    |
| 슈퍼버스데이                        | 싱글 | 2019년 | 기리보이, 수퍼비                         |           | -    |
| Bust Down AP                        | 싱글 | 2019년 | 수퍼비                                   |           | -    |
| Rap Legend 2                        | 정규 | 2020년 | 수퍼비                                   |           | -    |
| 양아치 (Yang-Ah-Chi)                | 싱글 | 2020년 | 수퍼비, UNEDUCATED KID, twlv, Yuzion     |           | -    |
| Dingo X Yng & Rich Records (Part 1) | 싱글 | 2020년 | 수퍼비,UNEDUCATED KID, twlv, Yuzion      |           | -    |
| 번외수사 OST Part 8                 | OST  | 2020년 | 수퍼비                                   |           | -    |
| Dingo X Yng & Rich Records (Part 2) | 싱글 | 2020년 | 수퍼비, UNEDUCATED KID, twlv, Yuzion     |           | -    |
| black SUPERBEE                      | EP   | 2020년 | 수퍼비                                   |           | -    |
| 5 Gawd 2                            | 싱글 | 2020년 | 수퍼비                                   |           | -    |
| Yng & Rich Love Tape Pt.1           | EP   | 2020년 | 수퍼비, UNEDUCATED KID                   |           | -    |
| The Money Team                      | 싱글 | 2021년 | 수퍼비, UNEDUCATED KID, 호미들, Royal 44 |           | -    |
| 24 HOURS                            | 싱글 | 2021년 | 수퍼비                                   |           | -    |
| FAKE RAPPERS KILLER                 | EP   | 2021년 | 수퍼비                                   |           | -    |
| D.O.P.E                             | 싱글 | 2022년 | 이현도, 개코, 수퍼비                     |           | -    |
| pushin B                            | 싱글 | 2022년 | 수퍼비                                   |           | -    |

## 그 외 활동
- GimchiHillgang, 벼락부자애들 크루에서 활동했다.[3]

- 첫 번째 단독 콘서트 수익금 전액을 초록우산 어린이재단에 기부했다.[4]
- ‘더 팬’에 도끼와 함께 출연하였다.[5]

- 아프리카 TV의 BJ 맥랩의 방송에 깜짝 등장하여 래핑을 선보였다.[6]

## 같이 보기
- 창모
- 호미들